# Змиеносец (съзвездие)
Змиеносец (Ophiuchus латинска транскрипция на гръцкото име; по-рано се ползва преводът Serpentarius ) е съзвездие, видимо от северното полукълбо. Заобиколено е от съзвездията Змия, Скорпион и Херкулес. В съзвездието Змиеносец има много двойни звезди, но компонентите им могат да се видят разделени само в зрителното поле на по-мощни телескопи.
Древногръцката митология свързва Змиеносеца с името на Асклепий, бога-лечител, син на Аполон и нимфата Коронида. След като убил жена си за измяната ѝ, Аполон предал младенеца Асклепий за възпитаване на мъдрия кентавър Хирон. След като пораснал и се обучил на лечителското изкуство, на Асклепий му дошла дръзката мисъл да възкресява мъртвите, за което разгневеният Зевс го поразил с мълния и го поместил на небето.
През 1928 г., когато Международният астрономически съюз задава нови конвенционални очертания на утвърдените съзвездия, се оказва, че еклиптиката пресича границите на Змиеносец. Така то може да бъде добавено към списъка на 12-те зодиакални съзвездия. Официално обаче не е променена подялбата на зодиака на 12 равни части и съответно Змиеносец не е възприет като знак или зодия. Без да прави уточнения, популярната преса през 1995 г. се опитва да направи от това сензация. Впоследствие е предложен дори и нов символ: 